# Придуха

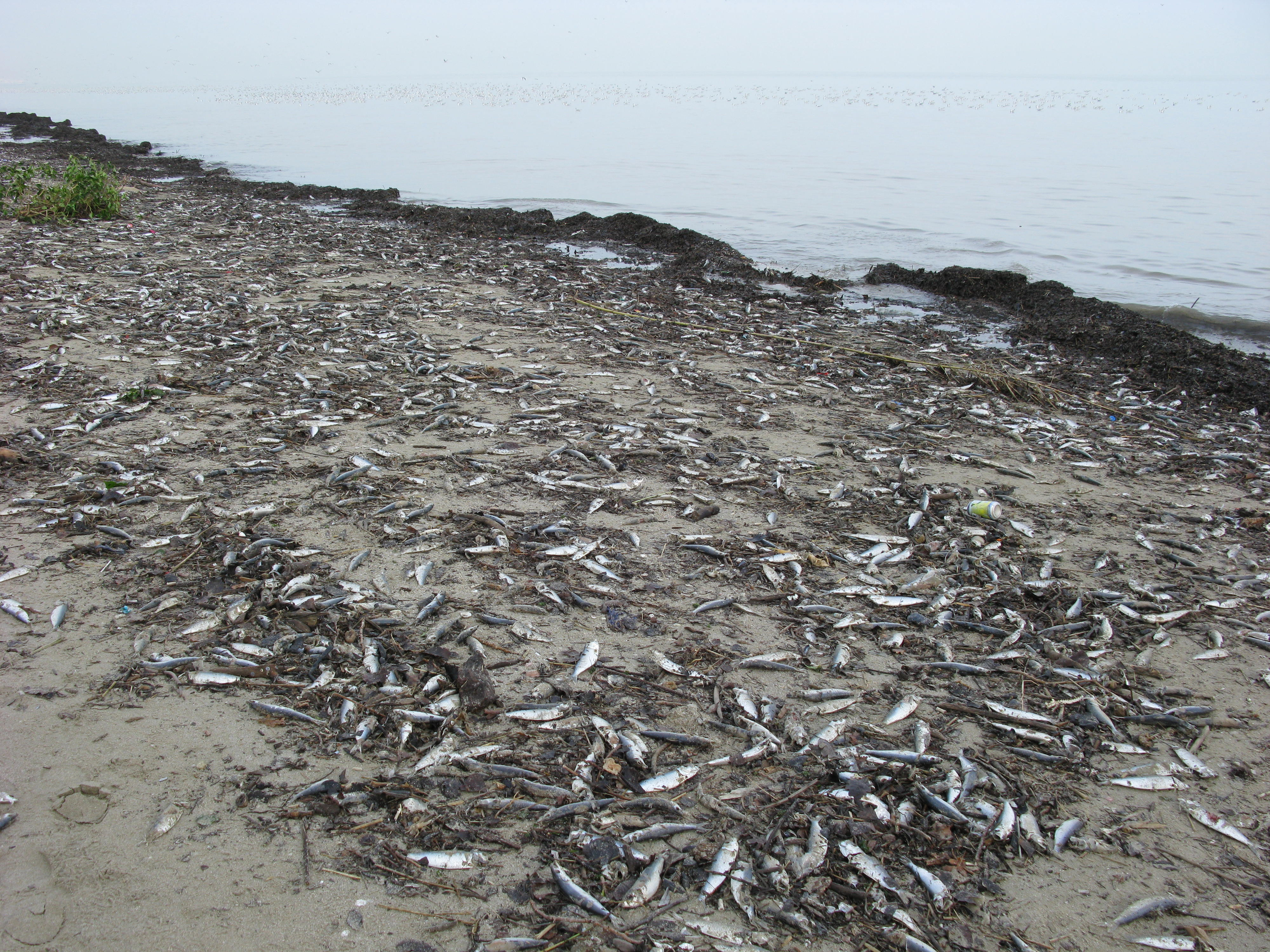
Замор сардинки в Адріатичному морі

Придуха або замор — загибель риб та інших водяних тварин внаслідок зменшення кількості кисню, розчиненого у воді, а також появи у воді отруйних речовин. Розрізняють літню і зимову придуху. Літня спостерігається у стоячих водоймах при значному розвитку фіто- і зоопланктону і, відповідно, великій кількості органічних речовин, на розклад яких йде розчинений у воді кисень, придуха частіше трапляється вночі (при відсутності фотосинтезу), іноді на великих водоймах при тривалому штилі — на Азовському морі і деяких південних озерах. Зимова придуха спостерігається під льодом і є наслідком слабкого надходження кисню у водойми, іноді — наявності у воді великої кількості гумінових речовин і закису заліза — таке трапляється на Прип'яті, Обі та деяких інших. До придухи може призвести забруднення водойм промисловими стічними водами, що містять отруйні речовини.

## Різновиди
Розрізняють кілька видів замору риби — зимовий, літній та інші.
Найчастіше замор відбувається в зимовий період (січень-квітень) і пов'язаний з тривалими сильними морозами, які сприяють замерзанню води, що заливає всі тріщини крижаного панцира водоймища, що супроводжується масовою (практично стовідсотковою) щорічною загибеллю промислової риби та її молоді у багатьох замірах. Іноді зимовий замор трапляється через наявність у воді великої кількості гумінових речовин та закису заліза — наприклад, на Прип'яті, Обі та інших річках.
Замор риби може виникнути й у спекотний період (червень-липень). Причин може бути кілька: по-перше, у разі підвищення температури води знижується концентрація розчиненого у ній кисню, по-друге, підвищення температури води веде до активного розмноження зоопланктону. Останнє зазвичай відбувається у невеликих стоячих водоймищах, але може статися та у великих водоймищах при тривалому штилі. Крім того, до масової загибелі риби може призвести скидання промислових стоків або надходження болотної води, що містить велику кількість органічних речовин та продуктів гниття, що відбирають у процесі окислення з води кисень.

Крім того, виділяють нічні замори, що по суті є варіантом літніх заморів і зазвичай спостерігаються в сильно зарослих водною рослинністю мілководних водоймах. Пов'язані із припиненням у темний час доби процесу фотосинтезу та значним споживанням кисню з води рослинами. Цей вид замору спостерігається під ранок і швидко самоліквідується зі сходом сонця.